# Alloplasta longipetiolaris
Alloplasta longipetiolaris är en stekelart som först beskrevs av Tohru Uchida 1952.  Alloplasta longipetiolaris ingår i släktet Alloplasta och familjen brokparasitsteklar. Inga underarter finns listade i Catalogue of Life.